# یوست وینینک
 یوست وینینک (انگلیسی: Joost Winnink؛ زادهٔ ۳۰ ژوئن ۱۹۷۱) یک تنیس‌باز اهل هلند است.